# الصفيحة الإفريقية
الصفيحة الإفريقية هي صفيحة تكتونية تغطي قارة إفريقيا، وكذلك القشرة المحيطية التي تقع بين القارة والارتفاعات المختلفة للمحيط.

## الحدود

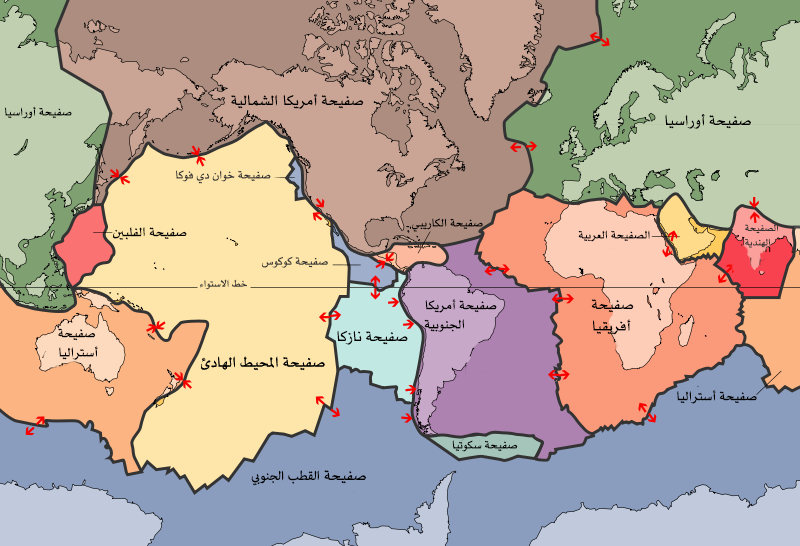
الصفيحة الإفريقية، باللون البرتقالي-الوردي

إن الجانب الغربي هو حدود متباينة مع صفيحة أمريكا الشمالية إلى الشمال وصفيحة أمريكا الجنوبية إلى الجنوب مشكلاً الجزء الأوسط والجنوبي من أعراف منتصف الأطلنطي. وتحد الصفيحة الإفريقية الصفيحة العربية من الشمال الشرقي والصفيحة الهندية الأسترالية من الجنوب الشرقي والصفيحة الأوراسية والصفيحة الأناضولية من الشمال وصفيحة القطب الجنوبي من الجنوب. وكل هذه الحدود تعد حدودًا متباينة أو منتشرة باستثناء الحدود الشمالية مع الصفيحة الأوراسية (باستثناء القطعة الصغيرة الموجودة بالقرب من جزر الأزور، صدع تيرسييرا).

## المكونات
تحتوي الصفيحة الإفريقية على عدة كتل صخرية وكتل مستقرة من القشرة القديمة مع جذور عميقة في دثار القشرة الأرضية شبه القاري وتضاريس أقل استقرارًا، والتي تجمعت جميعها معًا لتشكل القارة الإفريقية خلال جمعية بانجيا القارة العظمى قبل حوالي 550 مليون سنة. وهذه الكتل الصخرية من الجنوب إلى الشمال، كتلة كالاهاري وكتلة الكونغو وكتلة تنزانيا وكتلة غرب إفريقيا.
وقد انفصلت هذه الكتل بشكل كبير في الماضي، ولكن تجمعت معًا خلال تكون الجبال في أنحاء إفريقيا وبقيت معًا عندما انفصلت جندوانا.
وتتصل الكتل الصخرية من خلال أحزمة تكون الجبال، وهي المناطق الصخرية المشوهة للغاية حيث تتشارك بها تكتونيات الصفائح.
وقد تم التعرف مبدئيًا على الكتل الصخرية التلوية في الصحراء باعتبارها ما تبقى من الكتل الصخرية التي أصبحت بعيدة عن دثار القشرة الأرضية شبه القاري، ولكن بدلاً من ذلك قد تتكون من مجموعة من أجزاء القشرة الأرضية غير المتصلة التي اجتاحت الأرض معًا أثناء عملية تكون الجبال في أنحاء إفريقيا.
في بعض المناطق، تغطي الكتل الصخرية أحواضًا رسوبية، مثل حوض تندوف، وحوض تودني وحوض الكونغو، حيث تغطى القشرة الأرضية القديمة الكامنة برواسب حقبة الطلائع الحديثة الأخيرة. وتشمل الصفيحة مناطق تمزق صخري مثل منطقة تمزق إفريقيا الوسطى (CASZ) حيث كان هناك قسمان من القشرة الأرضية يتحركان، في الماضي، في اتجاهين متعاكسين، كما تشمل صدوعًا مثل صدع أنزا حيث تمزقت القشرة الأرضية وامتلأ الانخفاض الناتج برواسب أكثر حداثة.

## الحركات الحديثة

توضح خريطة شرق إفريقيا بعض البراكين النشطة تاريخيًا (المثلثات الحمراء) ومثلث عفار (مظلل، في المنتصف) -- تقاطعًا ثلاثيًا حيث تبتعد ثلاث صفائح عن بعضها البعض: الصفيحة العربية وجزأين من الصفيحة الإفريقية (الصفيحة النوبية والصفيحة الصومالية) تنقسم على طول منطقة صدع شرق إفريقيا (USGS).

تتصدع الصفيحة الإفريقية في المنطقة الداخلية الشرقية على طول صدع شرق إفريقيا. وتفصل منطقة الصدع هذه الصفيحة النوبية في الغرب عن الصفيحة الصومالية في الشرق. وتقترح إحدى الفرضيات وجود نقاط دثار تحت منطقة أفار، بينما تؤكد فرضية معارضة أن التصدع هو مجرد منطقة ضعف شديد حيثما تتشوه الصفيحة الإفريقية لأن الصفائح الموجودة في شرقها تتحرك بسرعة نحو الشمال.
تقدر سرعة الصفيحة الإفريقية بحوالي 2.15 سـم (0.85 بوصة) في العام، فقد كانت تتحرك على مدى 100 مليون سنة ماضية أو نحو ذلك في اتجاه عام نحو الشمال الشرقي. وهو ما سحبها لتقترب من الصفيحة الأوراسية، مما تسبب في اندساس صفيحي قاري حيثما تتقارب القشرة المحيطية مع القشرة القارية (مثل أجزاء من وسط وشرق البحر الأبيض المتوسط). وفي منطقة غرب البحر الأبيض المتوسط، تُنتج الحركات النسبية للصفيحتين الأوراسية والإفريقية مزيجًا من القوى الجانبية والضغطية، متركزة في منطقة تُعرف باسم منطقة صدع جزر الأزور-جبل طارق. وعلى طول حافتها الشمالية الشرقية، يحد الصفيحة الإفريقية صدع البحر الأحمر حيث تتحرك الصفيحة العربية بعيدًا عن الصفيحة الإفريقية.
وربما تكون النقطة الساخنة نيو إنغلاند في المحيط الأطلسي خلقت سلسلة قصيرة من الجبال البحرية من منتصف إلى أواخر-العصر الثلثي على الصفيحة الإفريقية ولكنها تظهر حاليًا أنها خاملة.

## أنظر أيضاً
- جبال شرق الصدع